# Chamblee, Georgia
Chamblee är en stad (city) i DeKalb County, i delstaten Georgia, USA. Enligt United States Census Bureau har staden en folkmängd på 15 675 invånare (2011) och en landarea på 8,2 km².